# Симфонія № 94 (Гайдн)
Симфонія № 94, до мінор Йозефа Гайдна, написана 1791 року, вперше прозвучала у Лондоні у березні 1792-го.
Структура:
1. Adagio — Vivace assai
2. Andante
3. Menuetto: Allegro molto
4. Finale: Allegro molto

## Ноти і література
- Symphony No. 94: Ноти на сайті International Music Score Library Project.
- Robbins Landon, H. C. (1976) Haydn: Chronicle and Works, Volume II. Bloomington: Indiana University Press.